# Samuel Montealegre
Samuel Montealegre (Girardot, 1940) è un artista colombiano.

## Biografia
Ha studiato a Bogotà pittura con Armando Villegas, ceramica con Antonio Madero e architettura alla Universidad de América. Si stabilisce in Italia nel 1966 e vive tra Roma e Bagnoregio (Viterbo). A Roma compie studi all'Accademia di Belle Arti e alla Facoltà di Architettura all'Università La Sapienza. Oltre a pittore e teorico è scultore, storico dell'arte, docente universitario, conferenziere, collezionista; fondatore, direttore e organizzatore d’istituzioni ed eventi culturali. Partecipa a spettacoli e progetta scenografie e costumi al Teatro de Cristobal Colón di Bogotá (1959 e 1961); in Italia nel 1974 idea l'apparato scenografico e le maschere per lo spettacolo l'Ombra del potere rappresentato in diverse città, a Roma anche alla Basilica di Massenzio. Ha firmato programmi per il canale radiofonico della Rai, GR3-Cultura e per la Radio Sutatenza di Bogotá, e realizzato il programma giornaliero Signos Culturales (1964-66), diretto da Pablo Rueda Arciniegas, per la Televisora Nacional de Colombia. Corrispondente culturale dall'Italia per la Radio Nederland, 1980-84. Ha scritto articoli e saggi per l'Italia e l'America Latina in quotidiani, riviste, cataloghi, libri ed enciclopedie.

## Attività espositiva
Il suo lavoro artistico è stato esposto in musei, istituzioni e gallerie di numerosi Paesi, e figura in musei e collezioni d’Europa e America. Nel 1958 viene selezionato per esporre al Salón de Pintura de Cundinamarca alla Biblioteca Luis Ángel Arango di Bogotá, e gli viene conferito un premio; nello stesso anno realizza la prima personale al Club Unión a Bucaramanga (Colombia)  ed espone per la prima volta al Salón Nacional de Artistas Colombianos al Museo Nacional di Bogotá, vi è presente anche nel 1959, 1961, 1962, 1963 e 1964.
Partecipa alla Biennale di Venezia (1972), a quella della grafica d'Arte di Firenze (1974), alla Biennale di Parigi (1975), alla Biennale di Milano (1987); è inoltre presente alla Quadriennale di Roma (1977), a Arte actual de Iberoamérica a Madrid (1977), alla Trienal latinoamericana del grabado di Buenos Aires (1979), ad Arteder '82 a Bilbao (1982), a Nòesis alla galleria Editalia di Roma (1987) , a Raíces andinas, Nazioni Unite, New York (1988).

## Poetica
L'artista intraprende la strada dell'astrazione orientata sempre di più alla sistemazione dello spazio, da lui inteso come «interiorità, distanza ed elemento plastico» . Realizza opere frutto di lunghe meditazioni che raggiungono alti livelli di purezza; lavori caratterizzati da una insistita attenzione manuale, polemicamente preferita alle tecnologie di massa. Affascinato  dalle trasparenze, usa lastre di vetro e perspex di diversi spessori, con cui ha la possibilità di giocare con i riflessi, sdoppiamenti, sovrapposizioni. Oppure ritaglia la carta e la ricompone, la piega e la ridistende, sottopone la tela ad una puntuale preparazione a strati, vi inserisce linee verticali, cucite e disegnate a matita, a olio, a pennarello.

## Pubblicazioni
Arte, critica, psicoanalisi, grafologia, con Nicole Boille, Roma, Carte Segrete, 1987.
Trasparente, Città di Bolsena Editrice, 1990.
Percepción estetica: ejercicios reflexiones ejemplos del percibir proyectar y actuar estetico-artistico, Montealegre Editores, 1998.